# Nolan Traoré
Nolan Traoré (* 28. Mai 2006 in Créteil) ist ein französischer Basketballspieler.

## Werdegang
Der jüngere Bruder des Berufsbasketballspielers Armel Traoré übte die Sportart zunächst in Chennevières-sur-Marne aus. Er spielte bis 2014 im Nachwuchs des örtlichen Vereins COC Chennevières, von 2014 bis 2017 bei VGA Saint-Maur und ab 2017 bei Saint-Charles Charenton Saint-Maurice Basket-ball.
Er wurde am französischen Leistungszentrum INSEP gefördert und spielte für dessen Mannschaft in der dritthöchsten französischen Liga, Nationale masculine 1. In der Saison 2023/24 zeigte Traoré in dieser Spielklasse teils herausragende Leistungen. Ende März 2024 wechselte er zum Erstligisten Saint-Quentin Basket-Ball und bestritt in der Profiliga kurz darauf seinen ersten Einsatz gegen den amtierenden Meister AS Monaco. Im Mai 2024 stellte er mit 25 Punkten in einem Spiel der französischen Liga eine neue Bestmarke für einen Spieler unter 18 Jahren auf. Traoré wurde in der Saison 2024/25 als bester Spieler der Champions League ausgezeichnet.
Beim Draftverfahren der NBA im Juni 2025 wurde er an 19. Stelle von den Brooklyn Nets ausgewählt.

### Nationalmannschaft
Mit Frankreichs U16-Nationalmannschaft gewann Traoré bei der Europameisterschaft dieser Altersklasse im Jahr 2022 die Bronzemedaille. Im November 2024 wurde er in der Europameisterschaftsqualifikation gegen Zypern erstmals in der A-Nationalmannschaft eingesetzt.